# Juan Carlos Carrasco
Juan Carlos Carrasco Aguayo (Ciudad de México, 25 de octubre de 1970) es un guionista, director, productor y cinefotógrafo de cine mexicano

## Biografía
Graduado del CUEC Centro Universitario de Estudios Cinematográficos.

### Premio Ariel
Este director recibió el siguiente Arieles de la Academia de México en la XL entrega (1998):
- Mejor Cortometraje Documental.

Además, fue nominado a los siguientes premios:
- Opera Prima: Santos Peregrinos.

## Filmografía

### Dirección
- Santos Peregrinos (2004)
- Martín al Amanecer (2009)

### Fotógrafo
1. Ciudad que se escapa (1998)
2. José Barrientos (1997)
3. Clandestinos (1996)
4. Hombre que murió de rumor, El (1996)

### Escritor
1. Martin al Amanecer (2009) (coescritor)
2. Santos peregrinos (2004) (coescritor)
3. José Barrientos (1997)